# Vila de Mònaco
La Vila de Mònaco, de sobrenom la Ròca o simplement la Vila (en occità, Vila de Mónegue; en italià, Moneghe-la Città) és un dels onze barris d'aquesta ciutat estat moderna que és el principat de Mònaco. Antigament, era un municipi.
És la part més antiga del principat, que s'ha guanyat el nom de "la Ròca", ja que és construït sobre la Ròca de Mònaco, un pujolet. Aquest barri agrupa l'essencial de les institucions polítiques del país:
- el Palau de Mònaco
- l'Ajuntament
- el Govern
- el Consell nacional (parlament)
- el Consell comunal
- els tribunals
- la presó

## Història
És en aquest lloc on els foceus de Massàlia (Marsella) van fundar la colònia grega de Monoicos al segle vi aC. Monoicos era associada a Hèrcules, adorat sota el nom d′Hercules Monoecus.
El 10 de juny de 1215, a causa dels continus assetjaments pirates, es construí una fortalesa sobre la Ròca amb l'objectiu de fer-ne una posició estratègica militar i de controlar la regió.
El 8 de gener de 1297, Francesco Grimaldi, descendent d'Òt Canèla, un cònsol de 1133, s'estableix a la fortalesa. Com que disposava d'un petit exèrcit, es disfressà de frare franciscà per penetrar-hi, abans d'obrir les portes als seus soldats. D'aquest episodi en neix el seu malnom, Malici ("que té malícia"). És per això que avui les armes de Mònaco porten dos franciscans armats.
La constitució monegasca de 1911 albirà el principat en tres comunes, però això només durà fins a 1917.

## Turisme
Al nucli antic hi ha la plaça del Palau de Mònaco, el fort d'Antoni (1710), el Museu Oceanogràfic de Mònaco, els jardins de Sant Martin, dels Remparts i del passeig de Santa Barbara, el govern, les fonts i les estàtues de la plaça de Sant Nicolau, la catedral de Mònaco i també té nombroses esglésies i capelles.

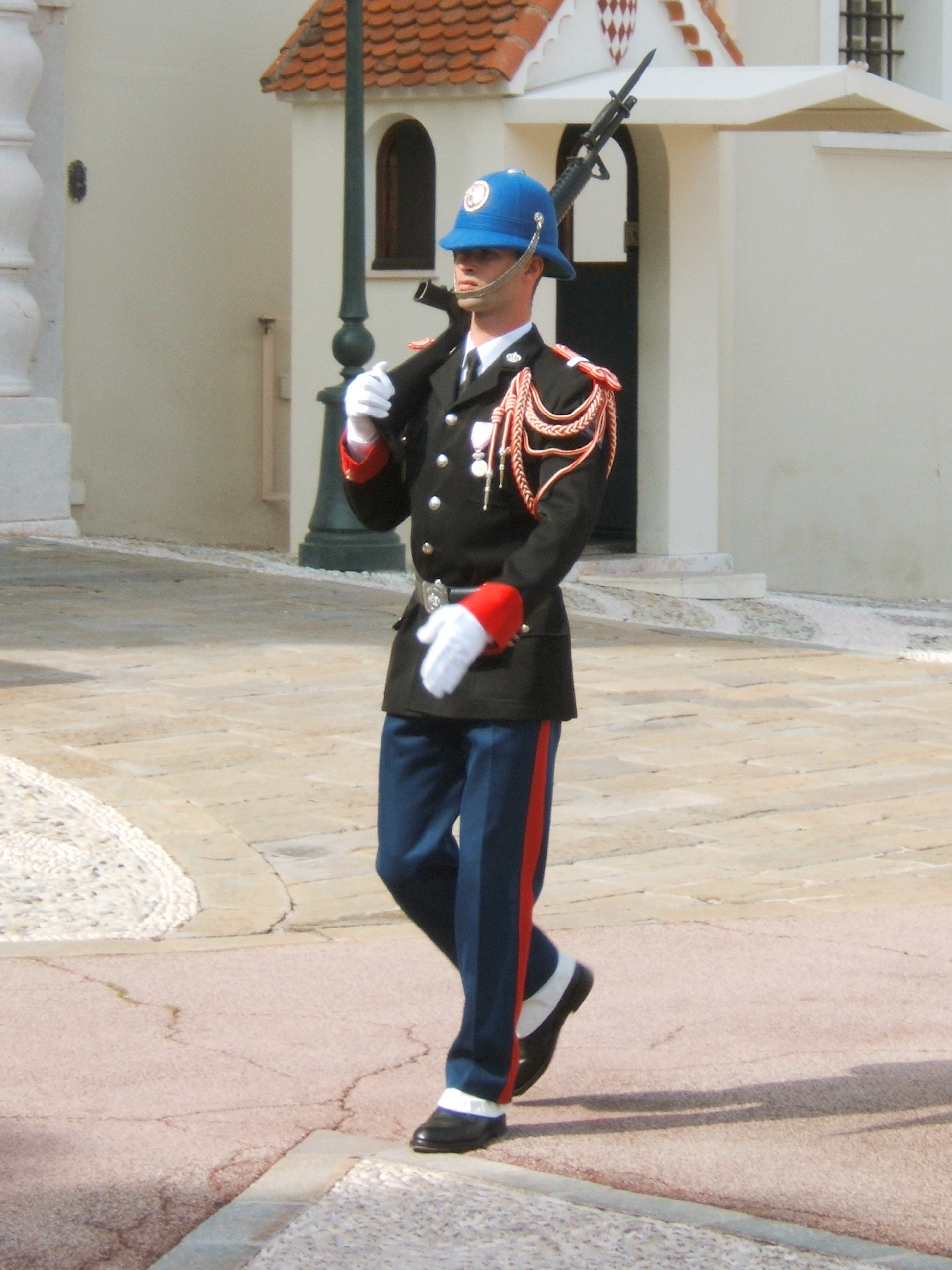
Un guàrdia del palau
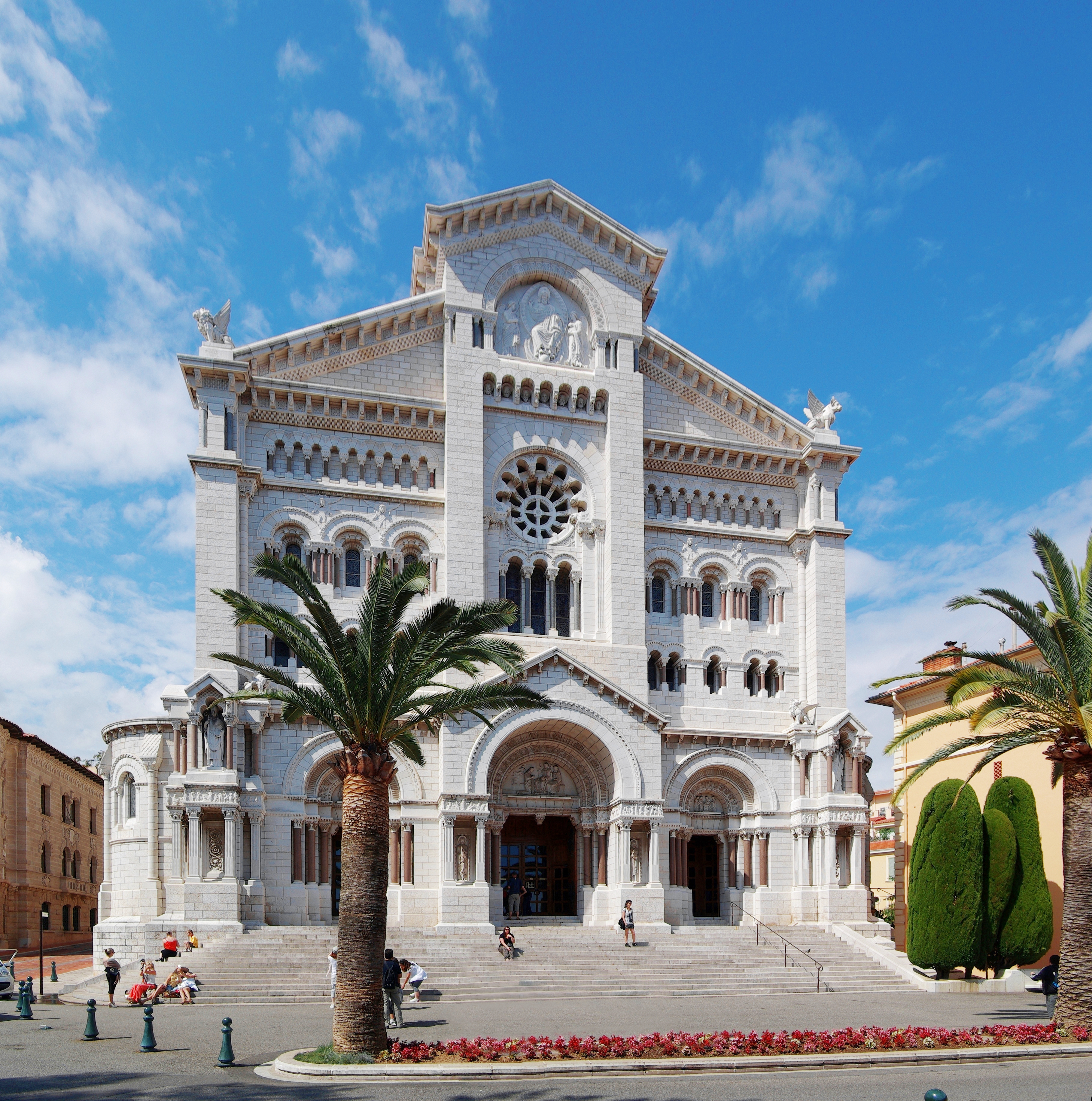
La catedral de Maire de Dieu Immaculada de la Vila
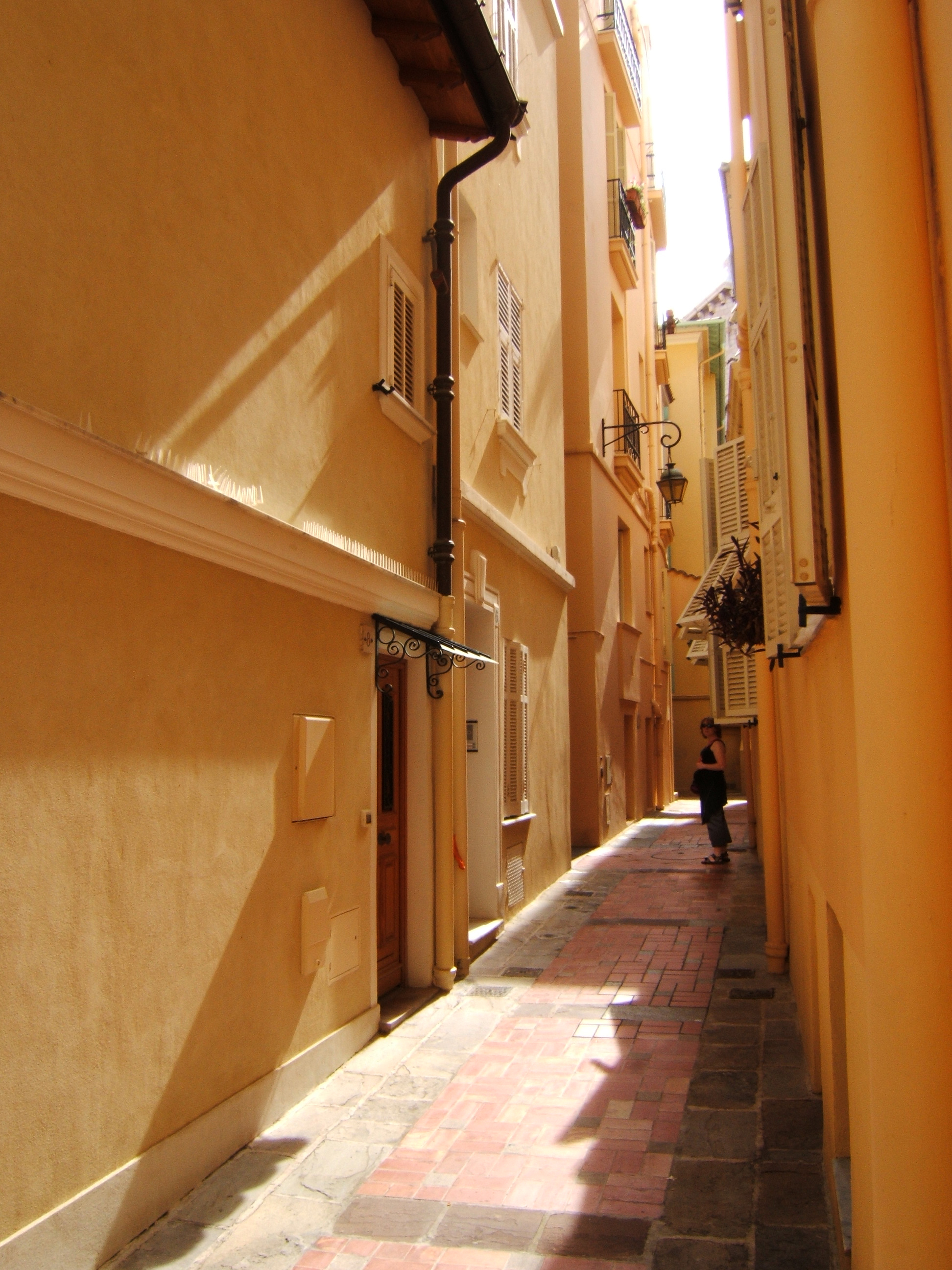
Una ruel·la (carreró) de la Vila